# Râul Marița
Râul Marița (în bulgară: Марица; în turcă: Meriç; în greacă:  Έβρος, din greacă veche: Hebros, Hebâr) este un râu în Bulgaria, Turcia și Grecia. Râul are o lungime de 472 km și traversează Câmpia Traciei (Горнотракийска низина).
Marița izvorăște din lacurile Marița, în partea estică a Munților Rila, Bulgaria și se varsă în Marea Egee, în orașul Alexandroupolis, Grecia de Nord. Bazinul hidrografic al Mariței are o suprafața de 53.000 km2.

## Afluenți
- Râul Cepinska
- Râul Topolnița
- Râul Luda Iana
- Râul Văcea
- Râul Cepelarska (Ciaia)
- Râul Streama
- Râul Banska
- Râul Arda
- Râul Tungea
- Râul Ergene

## Orașe
- Dolna Bania
- Kosteneț
- Belovo
- Pazargik
- Plovdiv
- Dimitrovgrad
- Simeonovgrad
- Harmanli
- Liubimeț
- Svilengrad
- Edirne
- Didymoteicho
- Alexandroupolis

## Galerie imagini

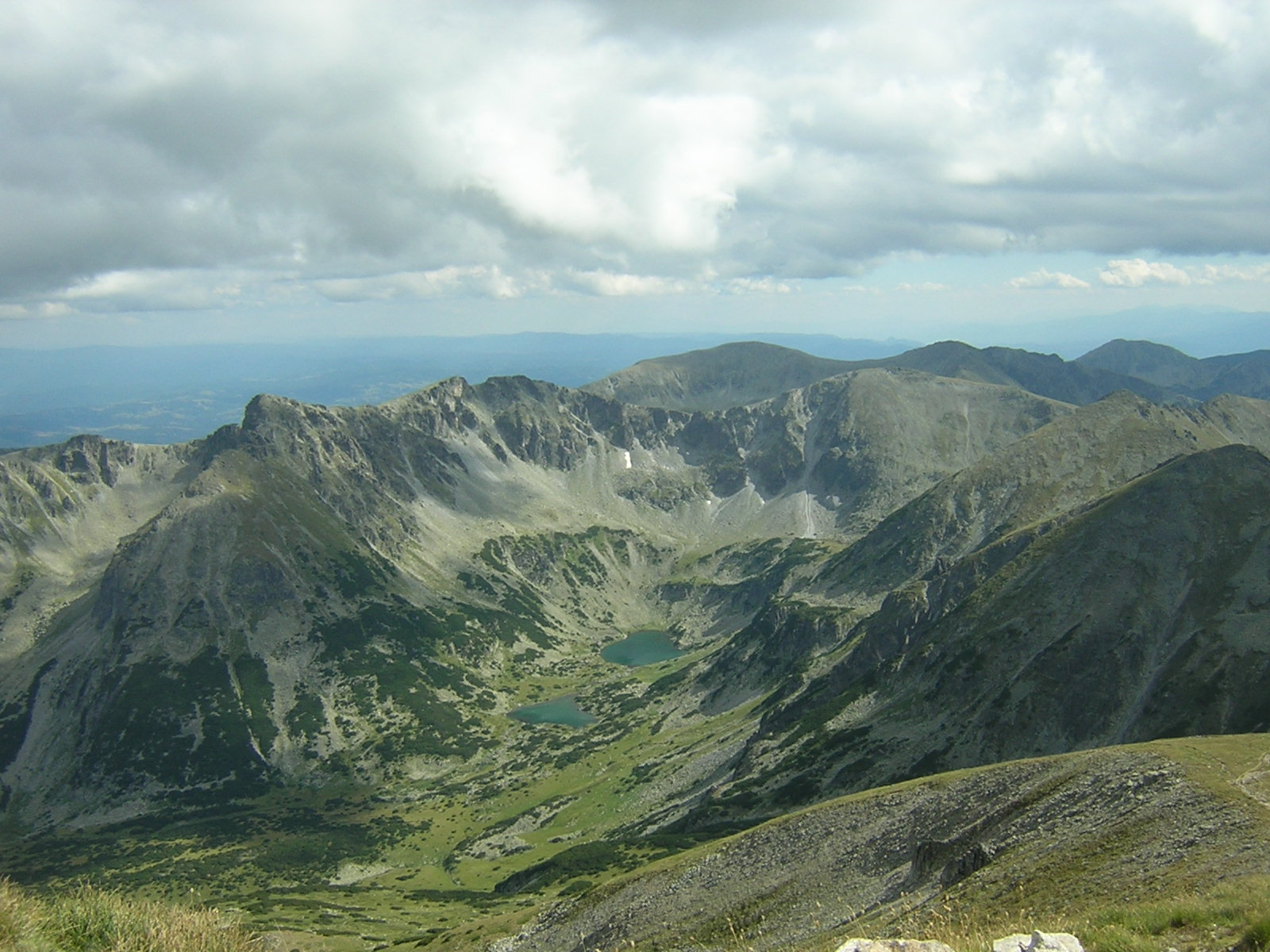
Lacurile Mariţa din Munţii Rila
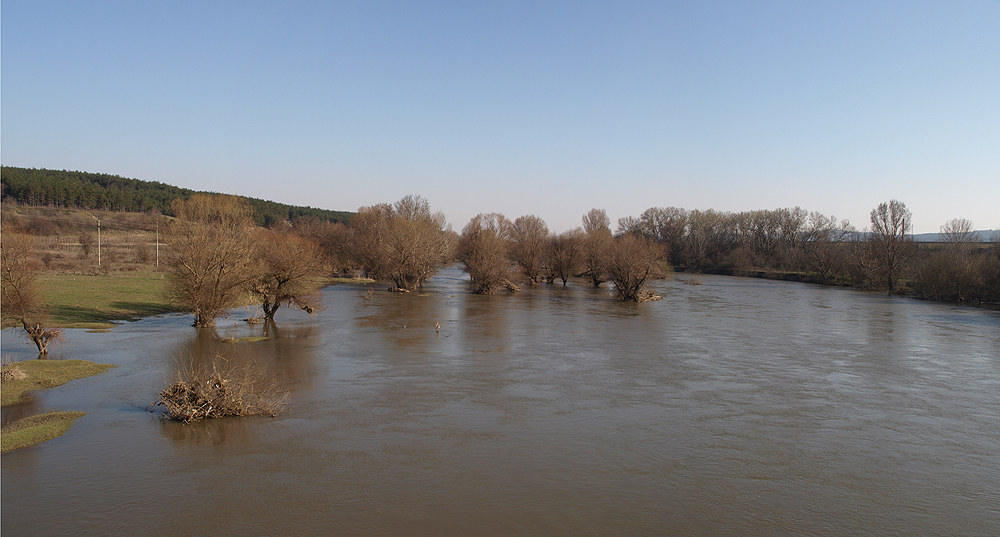
Râul Mariţa în Harmanli
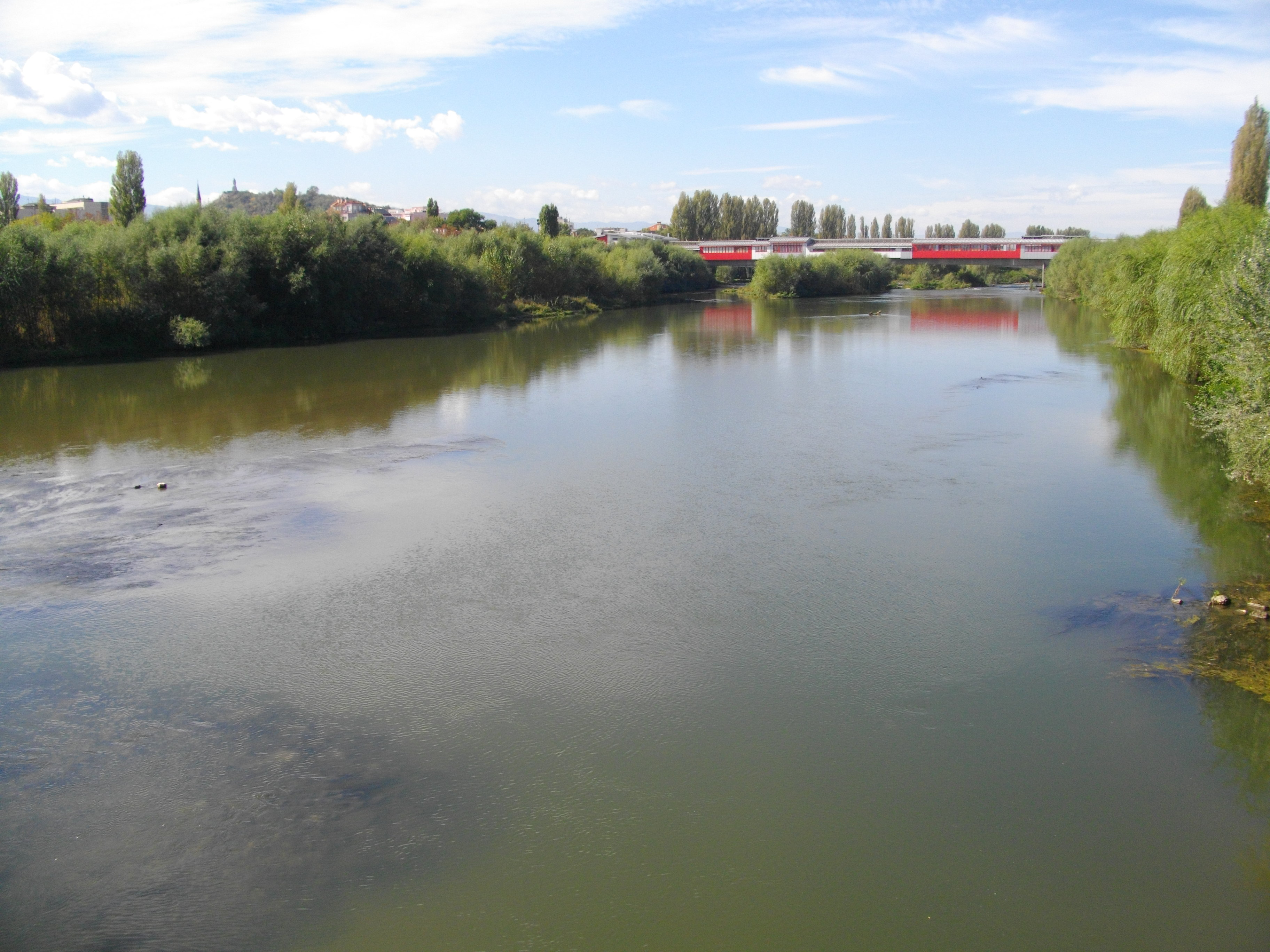
Râul Mariţa în Plovdiv